# Фонд Карипло
Фонд Карипло (итал. Fondazione Cariplo) — организация в Италии, занимающаяся благотворительной деятельностью.

## История фонда
12 июня 1823 года в Милане была создана «Сберегательная касса провинции Ломбардия» (Cassa di Risparmio delle Provincie Lombarde). Она осуществляла одновременно банковско-кредитную и благотворительную деятельность с миссией поддержки экономики региона Ломбардия, социального и культурного роста сообщества.
После реструктуризации итальянской кредитной системы, продиктованной законом No. 218 от 1990 года, кредитная деятельность была отделена от благотворительной, и право собственности на контрольные пакеты многочисленных банков перешло к недавно созданным банковским фондам. Этот процесс привёл к рождению в декабре 1991 года особого фонда (Fondazione Cassa di Risparmio delle Provincie Lombarde), который чаще называют Фондом Карипло. Фонд продолжает благотворительную деятельность старой «Сберегательной кассы».
С 1991 года президентами фонда были Роберто Маццотта и Отторино Бельтрами. С 1997 по 2019 год Совет директоров Фонда Карипло возглавлял Джузеппе Гузетти; с 2010 по 2019 год вице-президентами были Мариэлла Энок и Карло Сангалли, а с 2016 по 2019 годы директорами были Катя Бастиоли, Паола Бигнарди, Соня Мария Маргерита Кантони, Кристиан Чиццоли, Джан Луиджи Костанцо, Арнольдо Моска Мондадори. С 2015 года генеральным менеджером является Серджио Урбани. С 28 мая 2019 года — Джованни Фости.

## Деятельность
Фонд Карипло стремится поддерживать, продвигать и внедрять инновационные проекты социальной полезности, связанные с развитием искусства и культуры, охраной окружающей среды, социальными проблемами и научными исследованиями. В среднем ежегодно осуществляется более 1000 проектов благодаря грантам, распределяемым через тендеры, символические, территориальные, институциональные, спонсорские, на сумму около 150 миллионов евро за сезон. С 1991 года Фонд Карипло поддержал 35 600 проектов в своей целевой области, а именно во всей Ломбардии и провинциях Новара и Вербано-Кузио-Оссола.
Фонд имеет выдающуюся галерею произведений искусства, которая включает 767 картин, 116 скульптур, 51 предмет декоративного и прикладного искусства от I в. н. э. до конца XX века. В собрании имеются шедевры средневековой скульптуры, живописи итальянского Возрождения и эпохи барокко, преимущественно ломбардской школы. Коллекция формировалась с 1923 года, вначале за счёт даров художников и коллекционеров. Эта политика продолжилась после Второй мировой войны и увеличилась с ежегодными покупками произведений с художественных выставок. С конца 1960-х Фонд стал приобретать произведения искусства на международных аукционах.
3 ноября 2011 года Фонд Карипло принял участие в создании нового музея — Галереи на площади Скала (Gallerie di piazza della Scala) в Милане, собрание которого посвящено произведениям итальянского искусства XIX—XX веков.